# ناحوم باركر
ناحوم باركر هو محامي وقاضي وسياسي أمريكي، ولد في 4 مارس 1760 في Shrewsbury, Massachusetts ‏ في الولايات المتحدة، وتوفي في 12 نوفمبر 1839 في فيتزويليام في الولايات المتحدة. نشط حزبياً في الحزب الجمهوري الديمقراطي.

## مناصب
- انتخب عضو مجلس الشيوخ الأمريكي [الإنجليزية]‏ عن دائرة New Hampshire Class 3 senate seat ‏ وقد انضم خلال فترته النيابية [الإنجليزية]‏ (4 مارس 1809 – 1 يونيو 1810) للكتلة البرلمانية الحزب الجمهوري الديمقراطي.
- انتخب عضو مجلس الشيوخ الأمريكي [الإنجليزية]‏ عن دائرة New Hampshire Class 3 senate seat ‏ وقد انضم خلال فترته النيابية [الإنجليزية]‏ (4 مارس 1807 – 4 مارس 1809) للكتلة البرلمانية الحزب الجمهوري الديمقراطي.
- انتخب عضو مجلس ولاية نيوهامبشير ‏.
- انتخب عضو مجلس الشيوخ الأمريكي [الإنجليزية]‏.